# Warcraft III: Reign of Chaos
Warcraft III: Reign of Chaos (znana tudi kot War3 in WC3 ter RoC) je realnočasovna strateška računalniška igra, ki jo je razvilo podjetje Blizzard Entertainment in je izšla 3. julija 2002 v ZDA ter 5. julija 2002 v Evropi. Je drugo nadaljevanje igre Warcraft: Orcs & Humans in je tudi tretja igra, ki je postavljena v namišljeni svet Warcraft. Razširitev, imenovana The Frozen Throne, je bila izdana leto kasneje - 1. julija 2003 v ZDA in 4. julija 2003 v Evropi.
Warcraft III: Reign of Chaos vsebuje štiri frakcije (rase) ki jih lahko izbere igralec: Humans (ljudje) in Orcs (Orki), ki so se pojavili že v prejšnjih igrah Warcraft: Orcs & Humans in Warcraft in Warcraft II: Tides of Darkness ter Night Elves (Nočni vilini) in Undead (Nemrtvi), ki so povsem novi v svetu Warcrafta.